# Почётные граждане Смоленска
Почётный гражданин Смоленска — звание является высшей городской наградой, формой поощрения граждан, получивших широкую известность и уважение жителей города за особые заслуги в области экономики, науки, культуры, искусства, просвещения, охраны здоровья, спорта, защиты прав граждан и других сферах.
Последнее положение утверждено решением Смоленского городского Совета от 31 октября 2003 года.
Почётный гражданин имеет право на:
- внеочередной прием по личным и служебным вопросам должностными лицами городского Совета, Администрации города, руководителями муниципальных учреждений, предприятий и организаций
- проход в здания и помещения, занимаемые органами местного самоуправления по предъявлению удостоверения почетного гражданина
- внеочередное обслуживание на предприятиях торговли, коммунального хозяйства и бытового обслуживания, в учреждениях здравоохранения города независимо от форм собственности
- получение бесплатной медицинской помощи в муниципальных учреждениях здравоохранения и лекарств по показаниям и рецептам врачей
- освобождение от оплаты жилой площади в Смоленске, а также за коммунальные услуги, радио, телефон
- бесплатный проезд в городском муниципальном пассажирском транспорте по предъявлению удостоверения
- получение ежемесячной материальной помощи в размере 1,5 минимальных размеров оплаты труда для почетных граждан, проживающих в городе Смоленске и получающих пенсии по старости или по инвалидности

После смерти почетного гражданина, постоянно проживавшего в городе Смоленске, а также в случае присвоения звания посмертно, на доме, в котором проживал почетный гражданин, устанавливается мемориальная доска с текстом: «Здесь жил почетный гражданин города Смоленска» с указанием фамилии, имени, отчества и периода жизни.

## Список почётных граждан[2]
1. Мейер, Александр Александрович — председатель Смоленской казённой палаты, звание присвоено 1865 году
2. Бороздна, Николай Петрович — действительный статский советник, звание присвоено 1870 году
3. Пестриков, Осип Павлович — купец, звание присвоено 1874 году
4. Ланин, Федор Андреевич — купец, звание присвоено 1874 году
5. Потёмкин, Дмитрий Николаевич — городской голова Смоленска, звание присвоено 1877 году
6. Тимашев, Александр Егорович — русский государственный деятель, занимался благотворительной деятельностью, меценат, звание присвоено 12 декабря 1878 года
7. Лопатин, Александр Григорьевич — способствовал развитию в губернии, в Смоленске промышленности, торговли, банковского дела, культуры, образования и здравоохранения, звание присвоено 23 мая 1880 года
8. Пржевальский, Николай Михайлович — великий путешественник, звание присвоено в январе 1881 года
9. Энгельгардт, Александр Платонович — русский государственный деятель, звание присвоено в 1890 году
10. Сосновский, Василий Осипович — губернатор Смоленска, звание присвоено в 1901 году
11. Тенишева, Мария Клавдиевна — меценат, звание присвоено в 1911 году
12. Ашенбреннер, Михаил Юльевич — русский революционер-народоволец, звание присвоено 8 августа 1917 года
13. Гагарин, Юрий Алексеевич — первый космонавт, звание присвоено 26 февраля 1962 года
14. Николаев, Андриян Григорьевич — почётный член международной академии астронавтики, дважды Герой Советского Союза, звание присвоено в октябре 1962 года
15. Коненков, Сергей Тимофеевич — скульптор, звание присвоено в 1964 году
16. Чернышов, Пётр Николаевич — генерал-майор, звание присвоено в мае 1965 года
17. Клепач, Прокофий Федорович — командир стрелкового батальона 1106-го стрелкового полка, звание присвоено в мае 1965 года
18. Кантария, Мелитон Варламович — солдат, водрузивший Знамя Победы на куполе Рейхстага, звание присвоено в 1975 году
19. Егоров, Михаил Алексеевич — солдат, водрузивший Знамя Победы на куполе Рейхстага, звание присвоено в 1975 году
20. Алхимов, Владимир Сергеевич — звание присвоено в 1979 году
21. Непорожний, Петр Степанович — Министр энергетики СССР, звание присвоено в 1980 году
22. Колдунов, Александр Иванович — главный маршал авиации, дважды Герой Советского Союза, звание присвоено в 1980 году
23. Стаднюк, Иван Фотиевич — русский писатель, звание присвоено в 1982 году
24. Лавриненков, Владимир Дмитриевич — дважды Герой Советского союза, генерал-полковник авиации, звание присвоено 25 сентября 1983 года
25. Комаров, Федор Иванович — генерал-полковник медицинской службы, Герой Социалистического Труда, звание присвоено 11 мая 1985 года
26. Твардовский, Александр Трифонович — русский поэт, звание присвоено 24 мая 1988 года
27. Исаковский, Михаил Васильевич — русский поэт, звание присвоено в 1988 году
28. Лукин, Михаил Федорович — генерал-лейтенант, звание присвоено в 1988 году
29. Морозов, Александр Константинович — Герой Социалистического Труда, звание присвоено в мае 1988 года
30. Романов, Алексей Андреевич (майор) — советский солдат, звание присвоено 9 сентября 1993 года
31. Рыленков, Николай Иванович — русский поэт, писатель, переводчик, звание присвоено в 1994 году
32. Васильев, Борис Львович — русский писатель, звание присвоено 20 мая 1994 года
33. Зайцева, Елена Ивановна — заслуженный деятель науки РФ, доктор медицинских наук, профессор Смоленской государственной медицинской академии, звание присвоено 14 мая 1996 года
34. Сергеев, Альберт Георгиевич — русский скульптор, звание присвоено в апреле 1996 года
35. Клименко, Иван Ефимович — советский государственный и партийный деятель, звание присвоено 30 сентября 1997 года
36. Кербель, Лев Ефимович — за большой вклад в общественную деятельность в культурной жизни города, звание присвоено 26 февраля 1999 года
37. Шкадов, Александр Иванович (посмертно) — за вклад в развитие промышленности, оказание финансовой поддержки учреждениям медицины, культуры и спорта, звание присвоено 26 февраля 1999 года
38. Лукьянов, Анатолий Иванович — за большую роль и личное участие в восстановлении исторической справедливости, оказании помощи и поддержки в решении вопросов хозяйственного, социально-экономического и культурного развития города, звание присвоено 28 апреля 2000 года
39. Будаев, Дмитрий Иванович — за вклад в историческую науку, охрану памятников истории и культуры Смоленщины, научную и просветительскую деятельность, звание присвоено 28 апреля 2000 года
40. Орлов, Алексей Иванович — за большой личный вклад в развитие экономики, культуры, здравоохранения, народного образования, жилищно-коммунального хозяйства, дорожного строительства и базы стройиндустрии города, звание присвоено 29 августа 2000 года
41. Кондрашенков, Алексей Алексеевич — за большой вклад в научно-исследовательскую, просветительскую и организаторскую деятельность по подготовке научных и педагогических кадров, активное участие в общественной жизни города, звание присвоено 26 апреля 2002 года
42. Беляев, Иван Николаевич — за большой вклад в изучение героической истории города Смоленска, патриотическое, нравственное и интернациональное воспитание молодежи, активное участие в общественной и культурной жизни города, звание присвоено 26 апреля 2002 года
43. Марин, Ангел Иванов (Болгария) — за личный вклад в развитие болгаро-российских связей, установление побратимских отношений между городами Торговиште и Смоленском в сфере сотрудничества торговли и экономики, науки и образования, культуры и спорта, звание присвоено 28 февраля 2003 года
44. Митрополит Смоленский и Калининградский Кирилл (Гундяев, Владимир Михайлович) — за большой вклад в работу по возрождению духовности и патриотизма, сохранению нравственных традиций российского общества, подвижническую деятельность в сферах образования и культуры, многолетний пасторский труд на благо смолян, звание присвоено 23 мая 2003 года
45. Соколовский, Василий Данилович (посмертно) — за особые заслуги в разработке и проведении военных операций на Смоленской земле в ходе Великой Отечественной войны, звание присвоено 27 августа 2004 года
46. Карпов, Владимир Васильевич — за стойкость, мужество и личную храбрость, проявленные в годы Великой Отечественной войны, особенно при освобождении Смоленщины от немецких оккупантов, выдающуюся литературную и общественную деятельность, звание присвоено 27 августа 2004 года
47. Береснев, Алексей Сергеевич — за выдающиеся достижения в области создания плазменного оборудования для промышленности, строительства, медицины и сельского хозяйства, звание присвоено 26 августа 2005 года
48. Еременко, Андрей Иванович (посмертно) — за мужество и героизм, организацию исторической наступательной операции в 1942—1943 гг., освобождение от немецко-фашистских захватчиков города Смоленска, звание присвоено 28 апреля 2006 года
49. Пашков, Юрий Васильевич — за большой вклад в отечественную литературу и публицистику, создание талантливых поэтических произведений, активную общественную и подвижническую деятельность, звание присвоено в 2007 году
50. Кузенкова, Ольга Сергеевна — за выдающиеся спортивные достижения, мужество и самоотверженность, проявленные на Олимпийских играх, мировых и европейских первенствах по легкой атлетике, большой вклад в развитие физической культуры на Смоленщине, звание присвоено в 2007 году
51. Мишин, Алексей Викторович — за создание талантливых поэтических произведений, популярных патриотических песен, большой вклад в сохранение исторического и духовного наследия Смоленщины, многолетнее и плодотворное руководство Смоленским отделением Российского Детского Фонда, активную подвижническую и общественную деятельность, звание присвоено в 2007 году
52. Аверченков, Иван Александрович — за большой вклад в развитие экономики и жилищно-коммунального хозяйства города Смоленска, его благоустройство и строительство, социальное обеспечение населения, сохранение памятников истории и культуры, увековечение памяти выдающихся смолян, звание присвоено в 2008 году
53. Вовченко, Виталий Владимирович — за большой личный вклад в развитие Военно-воздушных сил, деятельность в органах местного самоуправления города Смоленска, ветеранского движения председателю Смоленской областной общественной организации ветеранов (пенсионеров) войны, труда, Вооруженных Сил и правоохранительных органов, депутату Смоленского городского Совета, генерал-майору авиации, звание присвоено в 2009 году
54. Кирилко, Федор Павлович — за большой личный вклад в развитие банковского дела на Смоленщине, содействие и организацию работы по кредитованию и финансированию предприятий и организаций города Смоленска, умелое руководство по реформированию банковской системы, звание присвоено в 2009 году
55. Воронец, Ольга Борисовна — за большой личный вклад в развитие музыкально-исполнительского искусства и прославление города Смоленска, его истории и культурного наследия в России и за рубежом, звание присвоено в 2009 году
56. Иванов, Альберт Петрович — за большой вклад в развитие жилищно-коммунального хозяйства, звание присвоено в 2010 году
57. Попов, Юрий Степанович — депутат Смоленского городского Совета, учитель физкультуры, звание присвоено в 2012 году.
58. Серых, Леонид Афанасьевич — директор Смоленского авиационного завода (1960—1995 гг.), лауреат Государственной премии СССР, лауреат премии Совета Министров СССР. За особые заслуги в развитии промышленности и социальной сферы города Смоленска, звание присвоено в 2013 году посмертно.
59. Беляев, Александр Романович — писатель, звание присвоено в 2014 году посмертно.
60. Степанов, Александр Петрович — заслуженный строитель Российской Федерации, директор ЗАО «Монолит», звание присвоено в 2014 году посмертно.
61. Чаевская, Нина Сергеевна — бывший начальник Смоленского областного управления культуры, бывший проректор Смоленского государственного педагогического института, звание присвоено в 2017 году.
62. Лизунова, Раиса Трофимовна — бывший заместитель председателя Смоленского горисполкома, звание присвоено в 2017 году посмертно.
63. Чугуев, Юрий Михайлович — селекционер, звание присвоено в 2017 году посмертно.
64. Антонов Николай Григорьевич (10.04.1946) — руководитель Научно-промышленного союза
65. Грекова Антонина Ивановна (14.02.1953 — 07.10.2021) — заведующая кафедрой инфекционных болезней у детей СГМУ
66. Марин Ангел (08.01.1942 — 18.03.2024) — вице-президент Республики Болгарии
67. Кузьменков Валентин Валентинович (27.06.2000-н.в)- вице президент Газпромбанк.